# Fidia longipes
Fidia longipes är en skalbaggsart som först beskrevs av F. E. Melsheimer 1847.  Fidia longipes ingår i släktet Fidia och familjen bladbaggar. Inga underarter finns listade i Catalogue of Life.